# Alessandro Allegri
Pour les articles homonymes, voir Allegri.
Alessandro Allegri (né en 1560 et mort en 1629) était un poète burlesque florentin du XVIe siècle. Ses Rime piacevoli sont souvent citées comme un modèle du pur langage florentin.

## Biographie
D'origine florentine, Alessandro Allegri prit ses grades en droit civil à Pise, où il avait suivi l'enseignement du P. Gregorio Rampeschi da Fiesole, en compagnie de son ami Bernadetto Minerbetti. Il fit partie de l'Accademia fiorentina, dont il allait être nommé censeur en 1609, sous le consulat de A. Strozzi. Son nom toutefois est lié à un autre cénacle, connu sous le nom d'Accademia della Borra, qui réunissait écrivains et poètes burlesques, parmi lesquels Cesare Caporali et Girolamo Leopardi. Dans un de ses sonnets, Allegri rappelle qu'il avait été « scolare, cortigian, soldato e prete ». Il est surtout connu comme poète , auteur de pièces facétieuses. Souvent, dissimulé sous un pseudonyme, il assumait une persona de poète rustique pour chanter son désir le plus physique pour la belle Geva, ainsi qu'en témoigne la Fantastica visione di Parri da Pazzolatico (Lucques, 1613), précédée d'une lettre adressée « all'onorandissimo Messer Dante Alighieri », et la Geva e una canzone inedita (Sarzane, 1859). En 1613, il fit paraître à Florence un recueil de lettres facétieuses, Di Ser Poi Pedante nella Corte ai Donati a Messer Pietro Bembo, a Messer Gio. Bocaccio (sic), e a Messer F. Petrarca, a Messer Gio. Della Casa, adressées aux principaux auteurs italiens du passé. Allegri mourut le 18 décembre 1629. Il avait également composé une tragédie, Idomeneo re di Candia, inédite, et deux poèmes latins, De Actiaca victoria et De eadem victoria ad Maurum Textorem, qui furent publiés dans un recueil collectif (Florence, 1719).

## Sources
- Jacopo Rilli, Notizie letterarie ed istoriche intorno agli uomini illustri dell'Accademia fiorentina, Florence, 1700, p. 290-291 ;
- Giammaria Mazzuchelli, I, 1, p. 504-507 ;
- Domenico Maria Manni, Le veglie piacevoli, Venise, 1762, p. 65-100 ;
- Antonio Belloni, Il Seicento, Milan, 1955, p. 319 ;
- Carmine Chiodo, Il gioco verbale. Studi sulla rimeria satirica-giocosa del Seicento, Rome, 1990, p. 227-245 (« Uno 'scapigliato' del Seicento : Alessandro Allegri ») ;

Cet article comprend des extraits du Dictionnaire Bouillet. Il est possible de supprimer cette indication, si le texte reflète le savoir actuel sur ce thème, si les sources sont citées, s'il satisfait aux exigences linguistiques actuelles et s'il ne contient pas de propos qui vont à l'encontre des règles de neutralité de Wikipédia.